# Sympistis chons
Sympistis chons là một loài bướm đêm thuộc họ Noctuidae. Nó được tìm thấy ở Alberta tới British Columbia, phía nam đến Arizona.
It’s habitat consists of dry places, such as badlands, dry river valleys, ponderosa pine forests và deserts.
Sải cánh dài 30–36 mm. Con trưởng thành bay từ tháng 6 đến tháng 8.